# سن پدرو (اسپانیا)
سان پدرو دهستانی در استان آلباستهٔ اسپانیا است.
در این دهستان ۱۲۷۵ نفر زندگی می‌کنند. مساحت این دهستان ۸۲٫۹۰ کیلومتر مربع است.